# Чемпіонат України з регбі 2002
Чемпіонат України 2002 року з регбі-15.
Дванадцятий сезон ознаменувався розширенням як загального числа учасників (до 10), так і збільшенням молдавського легіону — до головної ліги країни долучився кишинівський «ТУМ». Також до вищої ліги увійшов і уславлений столичний клуб, чемпіон СРСР 1978 року — «Авіатор».

### Перший етап
На першому етапі команди утворили дві підгрупи А і Б.
| М | Команда                              | 1            | 2           | 3            | 4            | 5            | І | В | Н | П | РО      | Очки |
| - | ------------------------------------ | ------------ | ----------- | ------------ | ------------ | ------------ | - | - | - | - | ------- | ---- |
| 1 | «Арго-НАУ» (Київ)                    |              | 72:3; 72:8  | 27:17; 76:20 | 62:5; 62:3   | 41:18; 41:20 | 8 | 8 | 0 | 0 | 455-94  | 24   |
| 2 | «Академія ВПС» (Київ)                | 3:72; 8:72   |             | 5:10; 29:32  | 20:10; 7:0   | 35:7; 34:31  | 8 | 4 | 0 | 4 | 141-234 | 16   |
| 3 | «Олімп» (Тирасполь)                  | 17:27; 20:76 | 10:5; 32:29 |              | 18:12; 15:17 | 39:20; 13:19 | 8 | 4 | 0 | 4 | 164-205 | 16   |
| 4 | «Оболонь-Університет» (Хмельницький) | 5:62; 3:64   | 10:20; 0:7  | 12:18; 17:15 |              | 13:11; 13:33 | 8 | 2 | 0 | 6 | 73-230  | 12   |
| 5 | «Авіатор» (Київ)                     | 18:41; 20:41 | 7:35; 31:34 | 20:39; 19:13 | 11:13; 33:13 |              | 8 | 2 | 0 | 6 | 159-229 | 12   |

| М | Команда                   | 1            | 2            | 3            | 4            | 5            | І | В | Н | П | РО      | Очки |
| - | ------------------------- | ------------ | ------------ | ------------ | ------------ | ------------ | - | - | - | - | ------- | ---- |
| 1 | «ХТЗ» (Харків)            |              | 22:6; 12:18  | 25:18; 31:12 | 53:0; 92:8   | 76:0; 59:10  | 8 | 7 | 0 | 1 | 370-72  | 22   |
| 2 | «Епоха-Політехнік» (Київ) | 6:22; 18:12  |              | 23:17; 20:24 | 22:10; 43:10 | 35:12; 47:15 | 8 | 6 | 0 | 2 | 214-122 | 20   |
| 3 | «ТУМ» (Кишинів)           | 18:25; 12:31 | 17:23; 24:20 |              | 96:0; 29:15  | -:-; -:-     | 6 | 3 | 0 | 3 | 169-144 | 12   |
| 4 | «УІПА» (Харків)           | 0:53; 8:92   | 10:22; 10:43 | 0:96; 15:29  |              | 10:20; 15:14 | 8 | 2 | 0 | 6 | 68-369  | 10   |
| 5 | «Краян-Космос» (Одеса)    | 0:76; 10:59  | 12:35; 15:47 | -:-; -:-     | 20:10; 14:15 |              | 6 | 1 | 0 | 5 | 71-242  | 8    |

Ігри першого етапу проводилися з 30 березня по 29 червня.

## Підсумковий етап
Ігри другого етапу розпочалися з 7 липня. Результати очних зустрічей команд на попередньому етапі враховувались, відтак вони провели лише по дві гри з трійкою опонентів із другої групи попереднього етапу.
| М | Команда                   |
| - | ------------------------- |
| 1 | «Арго-НАУ» (Київ)         |
| 2 | «ХТЗ» (Харків)            |
| 3 | «Епоха-Політехнік» (Київ) |

Аутсайдери першого етапу, до яких долучилися двоє лідерів першої ліги розіграли турнір за 7-12 місця. Двійко невдах відправилися до першої ліги.